# 935 Entertainment
935 entertainment（韓語：935엔터테인먼트），為2014年成立的韓國娛樂經紀公司，935為創辦人名稱久美子（日語：くみこ）的諧音。旗下藝人包括延政勳、南宮珉、金麗珍、朴柱炫等。

## 旗下藝人

### 男演員
- 延政勳（2014年—）
- 南宮珉（2015年—）[1]
- 尹善友（2017年—）[2]
- 權華夽（2018年—）[3]
- 申秀浩（朝鲜语：신수호）
- 金泽

### 女演員
- 金麗珍（2015年—）[4]
- 朴柱炫（2019年—）[5]
- 李雪（2024年—）
- 韓成敏（2024年—）
- 率滨（2025年—）[6]

## 過往藝人
- 河道權（2020年—2022年）
- 李智漢（2022年）[7]
- 鄭智允

## 外部連結
- 935 Entertainment的官方網站
- 935 Entertainment的Instagram帳戶
- 935 Entertainment的Facebook專頁
- 935 Entertainment的X（前Twitter）
- 935 Entertainment的NAVER Blog （页面存档备份，存于）